# Сунна
Су́нна (араб. سُنَّة‎ — букв. «обычай; пример») — мусульманское священное предание, излагающее примеры жизни исламского пророка Мухаммеда как образец и руководство для всей мусульманской общины (араб. «умма») и каждого мусульманина. Сунна является вторым после Корана источником исламского права (араб. «фикх») и тесно взаимосвязана с ним, объясняет и дополняет его.
Для традиционалистов следование Сунне пророка Мухаммада является главным содержанием жизни мусульманина. Немаловажной частью мусульманского религиозного образования является обучение Сунне. Ни один исламский правовед (араб. «факих») не может считаться авторитетом в области исламского права, если у него нет достаточных знаний Сунны.
Сунна состоит из поступков пророка Мухаммада («фи‘ль»), его высказываний («кауль») и невысказанного одобрения («такрир»). Сунна передавалась устно сподвижниками (араб. асхабами) пророка Мухаммада и была зафиксирована в виде хадисов в VIII—IX веках. Каждый хадис составлен из иснада и матна. Их делят на четыре группы: исторические, пророческие, священные (в них Мухаммад говорил от лица Бога) и хадисы о достоинствах арабских племён.
После смерти Мухаммада Сунна позволяла решать многие практические вопросы жизни общины и халифата. Её значение сразу же было очень больши́м, а с IX—X вв. её начинают почитать едва ли не наравне с Кораном. Проблема соотношения Корана и Сунны занимает важное место в трактатах по основам религии («усуль ад-дин»). Иногда понятие Сунны включает в себя Сунну Аллаха (Коран), Сунну пророка Мухаммада и Сунну двух первых праведных халифов. «Сунна» также может означать просто желательные, соответствующие Сунне поступки. В некоторых мусульманских странах слово «сунна» («суннет») используется в значении обряда обрезания («хитан»).